# Ресучень
Ресучень, Ресучені (рум. Răsuceni) — село у повіті Джурджу в Румунії. Адміністративний центр комуни Ресучень.
Село розташоване на відстані 51 км на південний захід від Бухареста, 31 км на північний захід від Джурджу.

## Населення
За даними перепису населення 2002 року у селі проживали 1630 осіб.
Національний склад населення села:
| Національність | Кількість осіб | Відсоток |
| -------------- | -------------- | -------- |
| румуни         | 1506           | 92,4%    |
| цигани         | 122            | 7,5%     |

Рідною мовою назвали:
| Мова      | Кількість осіб | Відсоток |
| --------- | -------------- | -------- |
| румунська | 1541           | 94,5%    |
| циганська | 88             | 5,4%     |